# Volkspark Friedrichshain

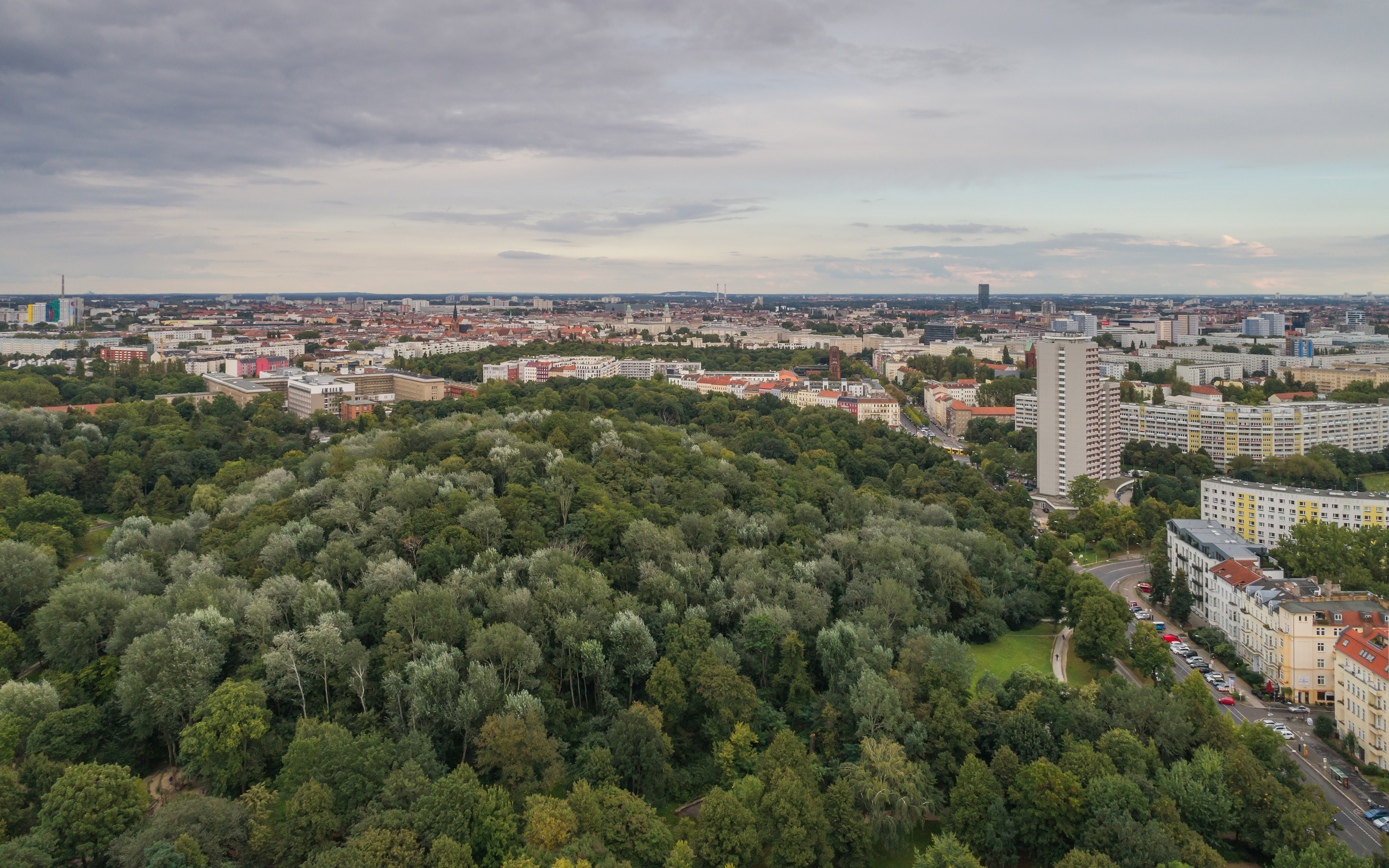
Volkspark Friedrichshain

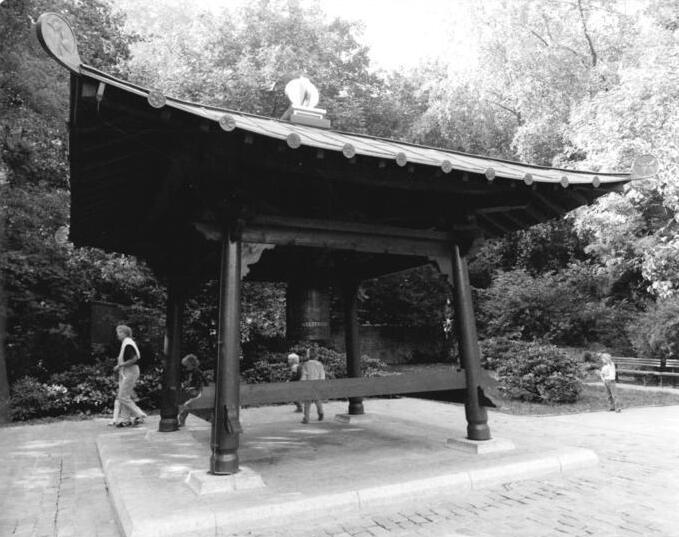
Dzwon Pokoju podarowany przez miasta Hiroszima i Nagasaki w 1989 roku

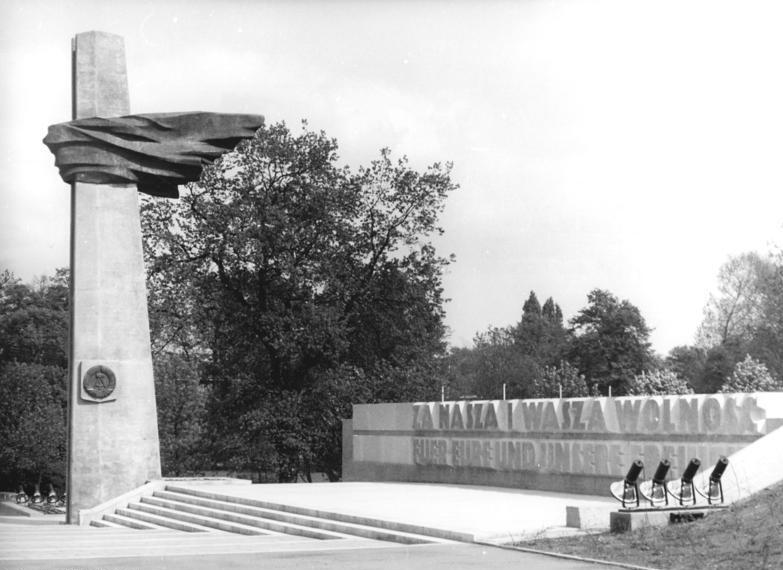
Pomnik Żołnierza Polskiego i Niemieckiego Antyfaszysty odsłonięty w 1972

Volkspark Friedrichshain jest dużym miejskim parkiem na granicach Berlina w dzielnicach Friedrichshain i Prenzlauer Berg. Jest to najstarszy park publiczny w Berlinie. Rozciąga się na przeszło 52 ha i jest drugim co do wielkości parkiem po parku Großer Tiergarten.
Budowę parku zainicjował Peter Joseph Lenné w 1840 roku i w swojej najstarszej części został utworzony w latach 1846–1848 na bazie planów Johanna Heinricha Gustava Meyera. W 1848 roku w południowej części parku pochowano ofiary Rewolucji Marcowej 1848 – jest to obecnie cmentarz ofiar Rewolucji Marcowej – Friedhof der Märzgefallenen.
W latach 1868 i 1874 w południowo-wschodniej części parku zbudowano szpital miejski.
Został znacznie zniszczony przez bombardowania aliantów z uwagi na umieszczone w parku wieże przeciwlotnicze (Flaktürme) i podczas Oblężenia Berlina w 1945 roku. Na terenie parku wybudowano też podczas wojny kilka betonowych bunkrów, które zniszczono w 1946 roku.
Po 1945 roku park znajdował się w Berlinie Wschodnim.
Na terenie parku w rejonie ulic Virchowstraße i Werneuchener założono cmentarz polskich żołnierzy poległych w 1945 roku podczas operacji berlińskiej. W północnej części parku w 1972 roku wzniesiono istniejący do dzisiaj Pomnik Żołnierza Polskiego i Niemieckiego Antyfaszysty.
Park jest obecnie zrewitalizowany, posiada liczne place zabaw dla dzieci i jest otwarty całą dobę.